# Thirteenth Beach
Thirteenth Beach är en strand i Australien. Den ligger i kommunen Greater Geelong och delstaten Victoria, omkring 68 kilometer sydväst om delstatshuvudstaden Melbourne.
Genomsnittlig årsnederbörd är 939 millimeter. Den regnigaste månaden är juni, med i genomsnitt 128 mm nederbörd, och den torraste är januari, med 44 mm nederbörd.